# Tsuyoshi Hasegawa
Tsuyoshi Hasegawa (長谷川 毅, Hasegawa Tsuyoshi), né en 1941, est un historien japonais, enseignant à l'université de Californie à Santa Barbara où il directeur du programme d'études sur la guerre froide. Il reçoit son Ph.D. de l'université de Washington en 1969.
Le domaine de recherche actuel de Hasegawa comprend l'histoire politique de la Révolution russe de 1917 et le relations nippo-soviétiques. Il lit et parle l'anglais, le japonais et le russe, ce qui lui donne une perspective différente dans le cadre de l'analyse des relations soviéto-nippo-américaines.

## Carrière
Dans son ouvrage paru en 2005, Racing the Enemy, Hasegawa avance l'idée que les bombardements atomiques de Hiroshima et Nagasaki ne sont pas le principal facteur déterminant dans la décision japonaise de se rendre, mettant un terme à la Seconde Guerre mondiale et plus précisément aux opérations du théâtre du Pacifique. Au lieu de cela, Hasegawa considère décisives la rupture du pacte de neutralité par l'Union soviétique et la chute imminente de la Mandchourie et de la Corée consécutives à l'invasion soviétique de la Mandchourie.
Ce point de vue est en contraste avec les critiques précédentes des bombardements, qui affirment que l'objectif sous-jacent du président des États-Unis Harry S. Truman était de faire la démonstration de la puissance militaire des États-Unis comme moyen de dissuasion vis-à-vis des ambitions du dirigeant soviétique Joseph Staline. Hasegawa souligne à quel point la prise de décision japonaise était indépendante des attaques nucléaires. Par ailleurs, relève  à partir de ce livre l'historien français Jean-Daniel Piquet  Harry Truman entendait venger l'attaque surprise de Pearl Harbor et les maltraitances de prisonniers américains par "un peuple fourbe et cruel. A ce titre il envoya le 27 juillet 1945 "une injonction de capitulation sans conditions qu'il savait inacceptable pour les japonais désireux de garder leur monarchie et leur empereur". Selon l'historien britannique Geoffrey Jukes: « [Hasegawa] démontre de façon concluante que c'est la déclaration de guerre soviétique, pas les bombes atomiques, qui a forcé les Japonais à se rendre sans condition ».
James Maddox professeur d'histoire émérite à l'Université d'État de Pennsylvanie et auteur de Weapons for Victory: The Hiroshima Decision Fifty Years Late a critiqué son travail et est en désaccord sur le livre Racing the Enemy....
Tsuyoshi Hasegawa est lauréat de l'édition 2006 du prix Yomiuri Sakuzō Yoshino pour son ouvrage Antō Stalin, Truman to nihonkōfuku (暗闘　スターリン、トルーマンと日本降伏)

## Publications
- Racing the Enemy: Stalin, Truman, and the Surrender of Japan. The Belnap Press of Harvard University Press, 2006.  (ISBN 978-0-674-01693-4)
- The Northern Territories Dispute and Russo-Japanese Relations. Vol. 1: Between War and Peace, 1967–1985. Vol. 2: Neither War Nor Peace, 1985–1998. (Berkeley: International and Area Studies Publications, University of California at Berkeley, 1998.)
- Edited with Jonathan Haslam and Andrew Kuchins, Russia and Japan: An Unresolved Dilemma between Distant Neighbors (UC Berkeley, International and Area Studies, 1993).
- Roshia kakumeika petorogurado no shiminseikatsu [« Vie quotidienne à Petrograd durant la Révolution russe »] (Chuokoronsha, 1989).
- The February Revolution of Petrograd, 1917 (U. Washington Press, 1981). Table of Contents, Precis.

## Source de la traduction
- (en) Cet article est partiellement ou en totalité issu de l’article de Wikipédia en anglais intitulé « Tsuyoshi Hasegawa » (voir la liste des auteurs).